# Сервилия Консидия
Сервилия Консидия (на латински: Servilia Considia) е римлянка от 1 век.

## Биография
Произлиза от фамилията Сервилии. Дъщеря е на Консидия и сенатора Марк Сервилий Нониан, син на Марк Сервилий (консул 3 г.). Баща ѝ e историк и консул през 35 г. и умира през 59 г. по времето на Нерон.
Сервилия Консидия се омъжва за Квинт Марций Барей Соран, син на Квинт Марций Барей Соран (суфектконсул 34 г.) и брат на Квинт Марций Бареа Сура, който е приятел на бъдещия император Веспасиан. Той е чичо на Марция (майка на Улпия Марциана и бъдещия император Траян) и на Марция Фурнила (втората съпруга на бъдещия император Тит, първият син на Веспасиан).
Съпругът ѝ е през 52 г. суфектконсул и вероятно 61 г. става проконсул на провинция Азия, където е обичан от населението, което води до омразата на император Нерон. Заради приятелството му с Рубелий Плавт (конкурент на император Нерон) и отказа да накаже един град, който не иска да смени статуите си с римски, Соран е даден на съд. Той и дъщеря му Марция Сервилия са обвинени фалшиво от един от главните свидетели, подкупеният свидетел, негов бивш учител, клиент и приятел Публий Егнаций Целер. Осъден е на смърт за обида на императора (crimen laesae maiestatis) през 65 или 66 г. и се самоубива.
Сервилия Консидия и Соран имат дъщеря Марция Сервилия Сорана (ок. 40 – 66), която става през 37 г. съпруга на Аний Полион, който 65 г. е изгонен по поръчка на римския император Нерон, a тя през 66 г. е осъдена за допитване при магьосници и екзекутирана.